# Kameliadamen (film fra 1907)
|  | For andre betydninger, se Kameliadamen (flertydig) |
Kameliadamen er en dansk stumfilm fra 1907 instrueret af Viggo Larsen. Filmen er baseret på Alexandre Dumas den yngres roman af samme navn fra 1848.

## Handling
Det er kærlighed ved første blik, da Armand Duval møder pariserkurtisanen Marguerite. De to flytter sammen og lever lykkeligt indtil Armands far en dag opsøger Marguerite og fortæller hende, at hendes tvivlsomme ry har kastet vanære over familien Duval. Hun ofrer sig og forlader sin elskede, der herpå, i troen om at hun er gået af fri vilje, forbitres af sorg og vrede. Men skæbnen vil, at deres veje krydses igen.

## Medvirkende
- Oda Alstrup, Marguerite Gauthier
- Robert Storm Petersen, Gustave
- Lauritz Olsen, En herre
- Gustav Lund, Armands far
- Viggo Larsen, Armand
- Helga Tønnesen
- Inger Melchior
- Carl Alstrup